# (466681) 2014 WB241
(466681) 2014 WB241 es un asteroide perteneciente al cinturón de asteroides, descubierto el 26 de mayo de 2003 por el equipo Spacewatch desde el Observatorio Nacional de Kitt Peak (Arizona, Estados Unidos).